# Back in the Day
Back in the Day (no Brasil: Parceiros no Crime / em Portugal: A dura realidade) é um filme de 2005 dirigido por James Hunter e estrelado por Tatyana Ali e Tia Carrere.

## Elenco
| Ator               | Personagem        |
| ------------------ | ----------------- |
| Ja Rule            | Reggie Cooper     |
| Ving Rhames        | J-Bone            |
| Tatyana Ali        | Alicia Packer     |
| Giancarlo Esposito | Benson Cooper     |
| Joe Morton         | Rev. James Packer |
| Pam Grier          | Mrs. Cooper       |
| Frank Langella     | Lt. Bill Hudson   |
| Lahmard Tate       | Jamal             |
| Tia Carrere        | Loot              |
| Al Sapienza        | Det. Kline        |
| Davetta Sherwood   | Tasha             |